# Hip-house
El hip-house, també conegut com a house rap, és una barreja de música house i hip-hop que va sorgir durant la dècada del 1980 a Nova York i Chicago. No obstant això, la primera cançó de hip-house va ser "Rok da House" dels productors britànics The Beatmasters amb les raperes The Cookie Crew, de la mateixa nacionalitat. Després arribaria "I'll House You" de Jungle Brothers (encara que això no està indicat en l'àlbum, aquest tema està vista generalment com una col·laboració entre el productor novaiorquès Todd Terry i Jungle Brothers). Després de "I'll House You", artistes a Chicago, la casa de la música house, van començar a produir les seves pròpies cançons de hip house.